# Eckersweiler
Eckersweiler là một đô thị ở huyện Birkenfeld, bang Rheinland-Pfalz, nước Đức. Đô thị Eckersweiler có diện tích 3,69 km².